# Površinska napetost
Površínska napétost je pojav, ko se gladina kapljevine obnaša kot prožna plošča. Posledica tega je, da se kapljevine zberejo v kapljice, kot tudi kapilarnost, pojav, da se kapljevina, ki moči podlago, vzpne po stenah ozke cevke. Površinsko napetost izkoriščajo tudi nekatere žuželke za hojo po vodni gladini.

## Vzrok
Površinska napetost je posledica privlačnih van der Waalsovih sil med molekulami kapljevine. V notranjosti kapljevine je vsaka molekula obdana z vseh strani z drugimi molekulami, zato jo van der Waalsove sile vlečejo enako v vse smeri in je rezultanta sil enaka nič. Za plast molekul na gladini pa to ne velja – molekule iz notranjosti kapljevine delujejo nanje s privlačnimi silami, ki jih pa molekule plina z druge strani ne uravnovesijo, tako da jih uravnovesi le nestisljivost kapljevine.
Čista voda ima pri standardnih pogojih površinsko napetost približno 70 mN/m. Površinsko napetost močno zmanjša dodatek mila, detergenta ali drugih amfifilnih snovi.

## Koeficient površinske napetosti
Ker je za molekule energijsko ugodneje, če so v notranjosti kapljevine, kot če so na gladini, je treba opraviti delo, da se iz notranjosti kapljevine prinese molekulo na gladino in se s tem poveča njeno površino. Sorazmernosti koeficient med delom A in spremembo površine gladine ΔS je površinska napetost γ:
{\displaystyle A=\gamma \Delta S\!\,.}
Zaradi površinske napetosti deluje na rob gladine sila F, ki je premo sorazmerna dolžini roba b. Sorazmernostni koeficient je spet površinska napetost γ:
{\displaystyle F=\gamma b\!\,.}
Za površinsko napetost se uporabljajo oznake γ. Mednarodni sistem enot predpisuje za površinsko napetost izpeljano enoto N/m.
Površinsko napetost nekateri kapjevin na meji z zrakom pri temperaturi 20 °C podaja razpredelnica.
| kapljevina           | {\displaystyle \gamma \!} |
| -------------------- | ------------------------- |
| živo srebro          | 0,4865 N/m                |
| voda                 | 0,07286 ± 0,00005         |
| voda (25 °C)         | 0,07199 ± 0,00005         |
| voda (50 °C)         | 0,0679                    |
| voda (80 °C)         | 0,0626                    |
| benzen               | 0,0288                    |
| benzen (30 °C)       | 0,02756                   |
| toluen               | 0,02852                   |
| kloroform            | 0,02667                   |
| propionska kislina   | 0,02669                   |
| maslena kislina      | 0,02651                   |
| ogljikov tetraklorid | 0,02643                   |
| butilacetat          | 0,02509                   |
| eter (25 °C)         | 0,02014                   |
| glicerol (18°C)      | 0,0625                    |
| oljčno olje          | 0,033                     |

## Merjenje površinske napetosti
Za merjenje površinske napetosti so razvili številne metode:
- du Noüyev obroč
- Wilhelmyjeva plošča
- kapilarnost